# Walt Kuhn

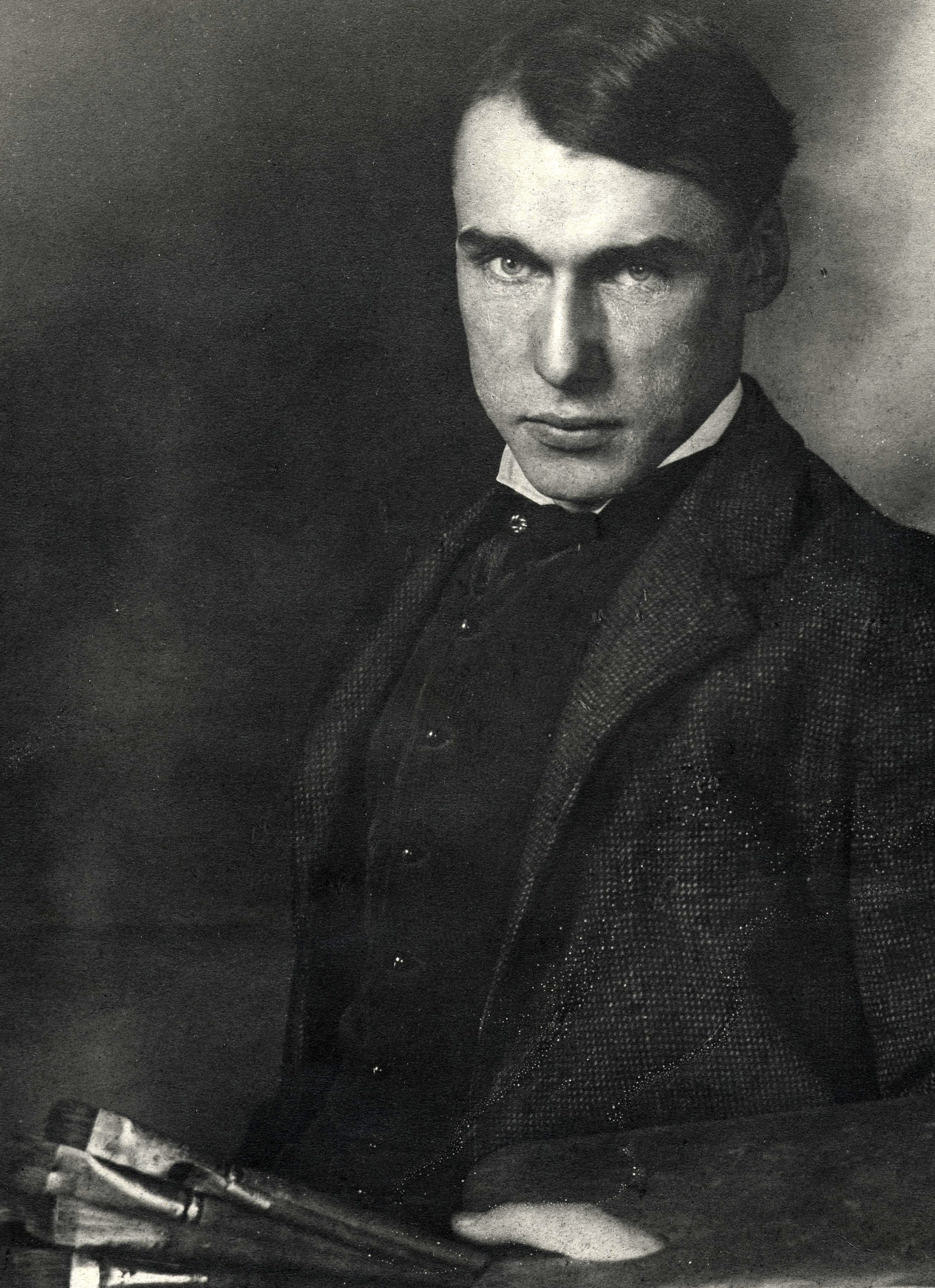
Walt Kuhn, um 1904

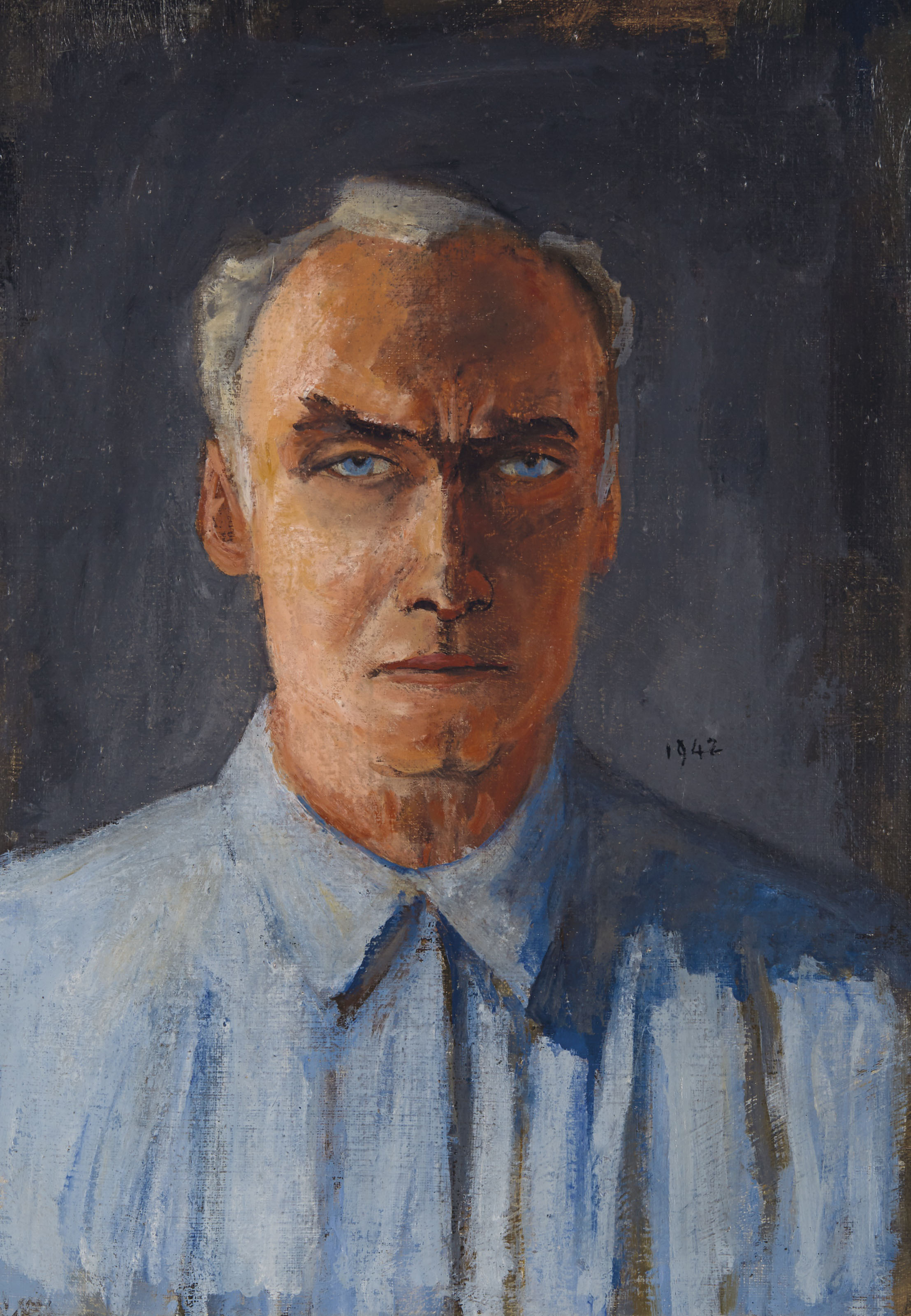
Selbstporträt (1942)

Walt Kuhn (* 27. Oktober 1877 in Brooklyn, New York; † 13. Juli 1949 in White Plains, New York; eigentlich Walter Francis Kuhn) war ein US-amerikanischer Maler, Cartoonist und Lithograf. Er war einer der Organisatoren der epochalen Armory Show von 1913.

## Leben
William Francis Kuhn, der kurz nach seiner Geburt in Walter umgetauft wurde, war der Sohn von Francis Kuhn, einem Schiffsausrüster und Hotelier, und Amelia Hergehan. Die Mutter war spanischer Abstammung. Sie machte den Jungen früh mit den schönen Künsten bekannt und begründete Walts lebenslanges Interesse an Malerei und am Theater. Im Alter von 15 Jahren verkaufte er erste Zeichnungen, die er mit „Walt“ signierte, an ein Magazin. 1893 nahm er Abendkurse am Brooklyn Polytechnic Institute, verlor aber zunächst das Interesse an einer Karriere als Künstler und gründete schließlich mit mäßigem Erfolg ein Fahrradgeschäft in Brooklyn.

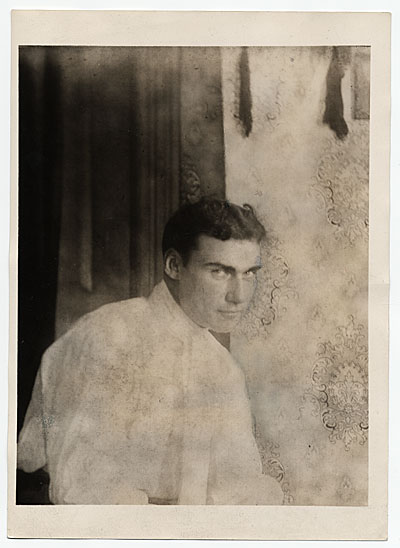
Walt Kuhn, um 1897

1899 reiste er mit einer Barschaft von rund 60 US-Dollar nach Kalifornien, um den amerikanischen Westen kennenzulernen. In San Francisco fand er eine Anstellung als Illustrator bei dem Magazin WASP. 1901 zog es Kuhn nach Paris, wo er sich an der Académie Colarossi einschrieb. Anschließend ging er nach München, um an der Kunstakademie bei Heinrich von Zügel zu studieren. 1903 kehrte er nach New York zurück, wo er sich der jungen Künstlerszene anschloss. Zum Lebensunterhalt arbeitete er weiterhin als Illustrator für lokale Zeitschriften und wirkte bei den Künstlervereinigungen Kit Kat Club und Salmagundi Club mit, um Mittel für Stipendien der National Academy of Design loszuschlagen.

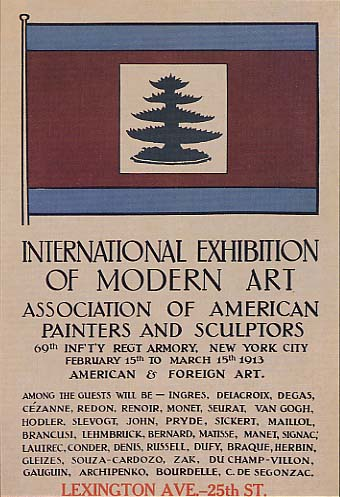
Walt Kuhns Lebenswerk war die Armory Show in New York 1913 (Poster der Ausstellung)

Im Jahre 1905 hatte Kuhn seine erste Ausstellung im Salmagundi Club, im selben Jahr veröffentlichte das Life-Magazine seine Zeichnungen. Die Sommermonate verbrachte Kuhn in Fort Lee, New Jersey, einer frühen Hochburg der aufstrebenden Filmindustrie. Die Filmmetropole lockte zahlreiche Kreative an, und so siedelte sich auch die New York School of Art (die spätere Parsons The New School for Design) dort an. 

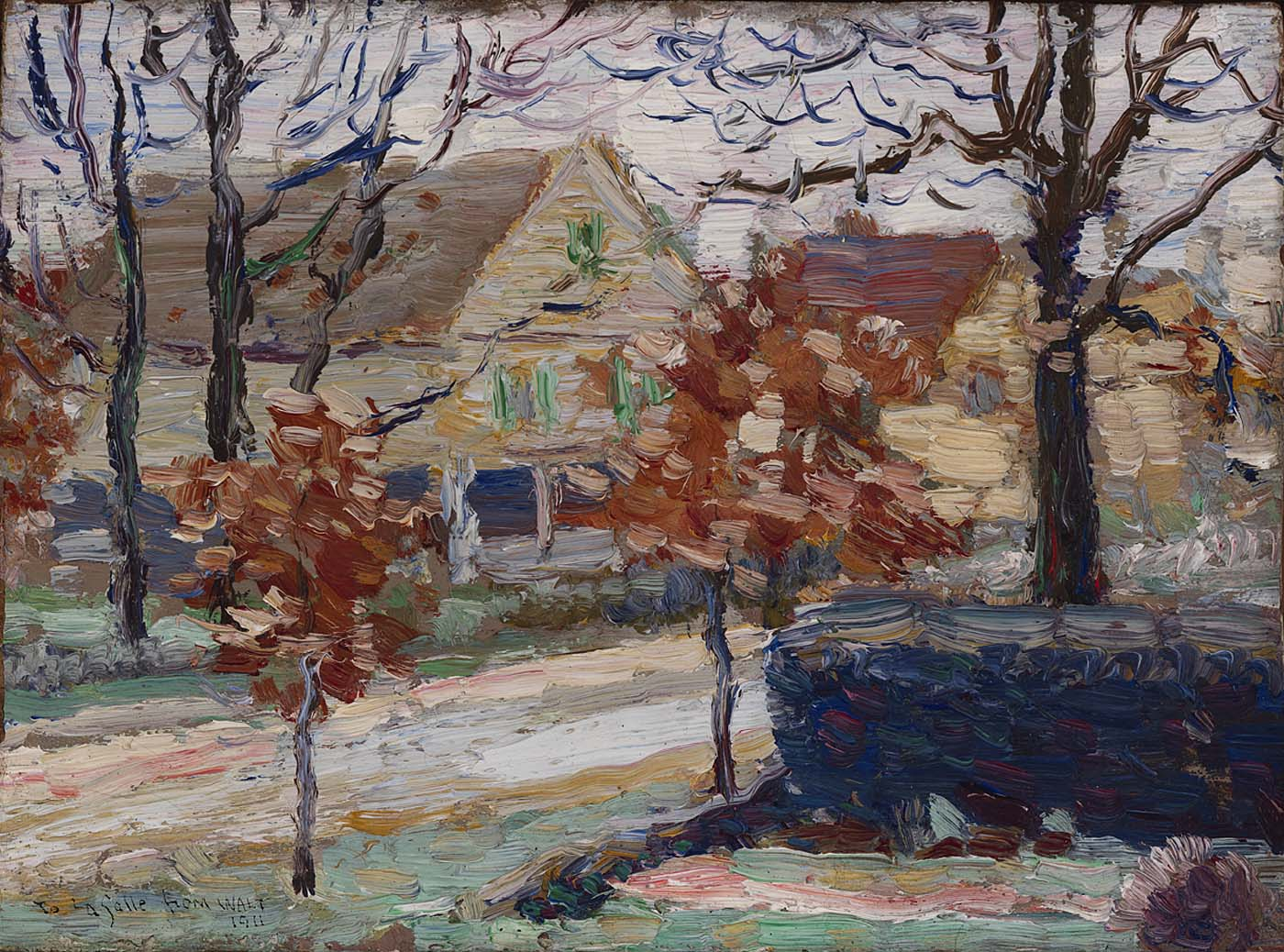
View of Melrose Street from the Spiers’ Porch (1911)

1908 wurde Kuhn Mitglied der Fakultät der Kunstschule. Doch die Lehrtätigkeit widerstrebte Kuhn, er verließ die Schule und kehrte nach New York zurück. Dort lernte er Vera Spier kennen, die seine Frau wurde. Die beiden hatten eine gemeinsame Tochter, Brenda. Das Jahr 1909 arbeitete Kuhn an den Vorbereitungen seiner ersten Einzelausstellung in der New Yorker Madison Gallery. Die Schau wurde ein großer Erfolg. Im Jahr 1911 gründete er gemeinsam mit den Künstlern Jerome Myers, Elmer MacRae und dem Galeristen Henry Fitch Taylor die Association of American Painters and Sculptors, die einen Gegenpol zur konservativen akademischen National Academy of Design bilden sollte. Aus der Vereinigung resultierte schließlich das Konzept zur Armory Show, als epochale, revolutionäre Kunstausstellung, die den europäischen Modernismus in die USA bringen und eine eigenständige amerikanische Moderne in der Kunst begründen sollte. Kuhn fungierte als „Exekutivsekretär“, der für die Suche und Auswahl der Künstler verantwortlich zeichnete. Die Armory Show, die zu einem ebenso handfesten Kunstskandal wie zu einer Erneuerung der bis dato akademisch geprägten US-Kunst führte, sollte Kuhns Opus magnum werden. Nach der Ausstellung trat Kuhn als Fürsprecher junger progressiver Künstler hervor. Im Jahre 1938 sollte er in seinem Essay The Story of the Armory Story auf das bahnbrechende Kunstereignis aus der Sicht eines „Insiders“ reflektieren. 1917 gründete Kuhn mit dem Penguin Club eine weitere Künstlervereinigung, die ähnlich gelagerte Ziele verfolgte wie seine früheren Projekte.
1925 erkrankte Kuhn an einem Zwölffingerdarmgeschwür, das ihn fast das Leben kostete. Nach einer langen Genesungspause, trat er schließlich der Fakultät der Art Students League of New York bei. Für die Union Pacific Railroad arbeitete er als künstlerischer Berater. Im Jahre 1939, ziemlich am Ende seiner künstlerischen Karriere, organisierte Kuhn seine erste Retrospektive und veröffentlichte dazu begleitend das Buch Fifty Paintings by Walt Kuhn. Kuhns Exzentrik, für die er bereits in jungen Jahren bekannt war, begann im Alter, seltsame Formen anzunehmen: Immer wenn der Ringling Bros. and Barnum & Bailey Circus von P. T. Barnum in der Stadt gastierte, schloss er sich den Schaustellern an. Da er sich dabei immer auffälliger verhielt, wurde er schließlich 1948 nach einem Nervenzusammenbruch in eine Anstalt eingewiesen. Kuhns letzte Lebensjahre sind obskur und ungeklärt. Einem Gerücht zufolge soll er Selbstmord begangen haben, nach offizieller Version starb er jedoch am 13. Juli 1949 an einem perforierten Ulcus.

## Werk und Bedeutung

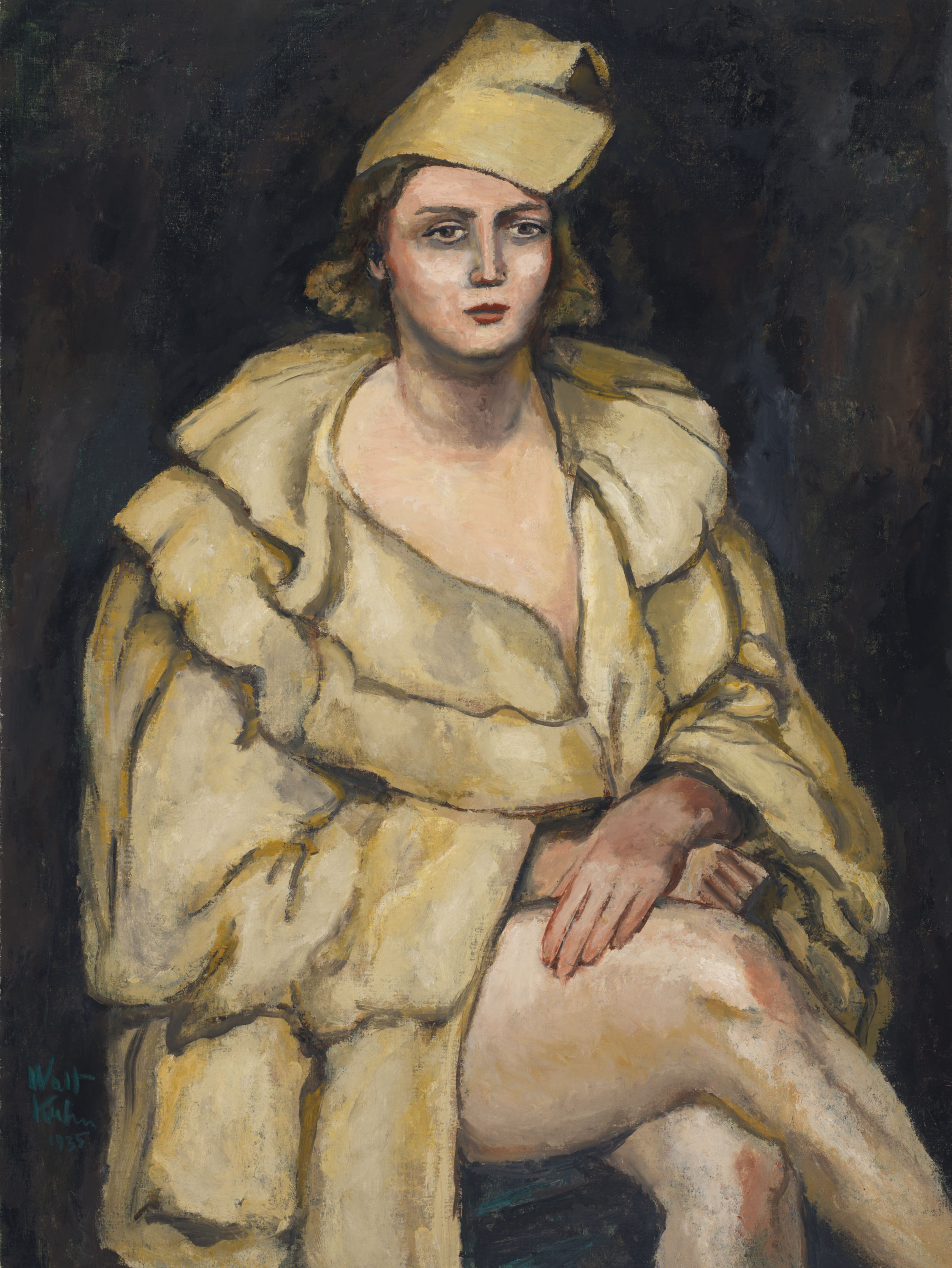
Lady in Robe (The Performer) (1935)

Walt Kuhn ist hauptsächlich als Fürsprecher der aufkeimenden New Yorker Kunstwelt und als Hauptorganisator der Armory Show bekannt geworden. Sein malerisches Œuvre ist indes weniger bekannt, viele seiner Frühwerke hat er selbst zerstört. Er war ein virtuoser Cartoonist, Illustrator und Maler, der seine lebenslange Faszination für theatralisch-zirzensische Themen in Gemälden wie White Clown von 1929 oder Roberto von 1946 ausdrückte. Häufig wiederkehrende Sujets sind beunruhigend wirkende Porträts von Clowns als Reminiszenz an die Commedia-dell’arte-Malereien früherer Jahrhunderte, sowie Artisten, Tambourmajorinnen oder ausdruckslos erscheinende Vaudeville-Tänzerinnen mit buntem Federschmuck. Zeitweise malte Kuhn auch kubistische Stillleben.

## Ausstellungen (Auswahl)
- 1908: Boston Art Club
- 1908–12: Pennsylvania Academy of Fine Arts
- 1911: Madison Gallery
- 1913: Armory Show, New York
- 1914–15: Montross Gallery
- 1921: Pennsylvania Academy of Fine Arts
- 1923/1924: Salons of America
- 1927: Grand Central Galleries, NY
- 1928: Beaux Arts Gallery, San Francisco
- 1930: San Francisco Art Association
- 1930–41: Marie Harriman Gallery
- 1932–48: Whitney Museum of American Art
- 1943–45: Durand-Ruel Galleries
- 1945–49: Corcoran Gallery Biennials
- 1945–49: Pennsylvania Academy of Fine Arts
- 1947: Colorado Springs Fine Arts Center
- 1948: Durand-Ruel Galleries
- 1960: Cincinnati Art Museum
- 1964, 1978: Amon Carter Museum, Fort Worth
- 1966: Maynard Walker Gallery, NY
- 1966: University of Arizona Art Gallery, Tucson
- 1967–68, 1972, 1977, 1980: Kennedy Galleries, NY
- 1984: Barridoff Galleries, Portland
- 1987: Whitney Museum of American Art
- 1987: Salander O’Reilly Galleries Inc., NY
- 1989: Maine University Art Museum